# 汲冢書
汲冢书，是中国西晋初年（280左右），在汲郡（今河南省卫辉市附近）出土的一批竹简的总称。
当时，汲郡的盗墓客不準（不，姓氏，音ㄈㄡfōu）盗掘一座战国时期的魏国古墓（魏襄王或魏安王），发现了一批竹简。但不準本人并未意识到其价值，曾经点燃部分竹简，以作照明之用。不久，当地政府得知古墓被盗，整理了散落竹简，共计十余车、七十五卷以上，全文约古字十余万言。
经过荀勖、傅瓒、卫恒、束皙等人的整理，从竹简残片中发现了多种先秦著作，其中重要的有《竹书纪年》《琐语》《國語》《易经》《穆天子传》等。汲冢书中大部分内容至今已失传，完整流传下来的只有《穆天子传》，至於《竹书纪年》《汲冢琐语》和《归藏易》只存有辑佚本，汲冢中出土的《周书》则与汉代流传的《逸周书》汇编在一起。
汲冢书的出土对现代学术的影响可以与郭店竹简相提并论。虽然汲冢书中大部分内容至今已失传，但修复工作中鉴定大量异体字、整理残缺竹简以及在当时文献中寻找相似之处的工作，重新激发了荀勖时人对古文字的兴趣，如吕忱在《说文解字》的基础上作《字林》，郭璞为《尔雅》《三苍》《方言》《山海经》《穆天子传》等作注，张华作《博物志》，等等。

## 出土古籍
以下按陳夢家《汲冢竹書考》考証排列。
- 史類
  - 《紀年》12篇（《晉書》作13篇，據《隋書·經籍志》，多出的1篇為晉人所作的《竹書異同》），記夏以來至魏襄王二十年史事。已佚，有明代所作《今本竹書紀年》及現代學人所輯《古本竹書紀年》2種。
  - 《周書》，篇數不可考。已佚。
  - 《國語》3篇，言楚、晉事，與今本《國語》類似。已佚。
  - 《生封》1篇，帝王所封。已佚。
- 地理類
  - 《梁丘藏》1篇，上部記魏國世數，下部言丘藏金玉事。已佚。
  - 《圖詩》1篇，畫贊之屬。已佚。
- 卜筮類
  - 《易經》2篇，與《周易》上下經同。已佚。
  - 《易繇陰陽卦》2篇，與《周易》略同，繇辭則異。已佚。
  - 《卦下易經》1篇，似《說卦》而異。已佚。
  - 《公孫段》2篇，公孫段與邵陟論《易》。已佚。
  - 《師春》1篇，作者師春，書《左傳》諸卜筮事。已佚。
- 小說類
  - 《瑣語》11篇，諸國卜夢妖怪相書。唐代時存4篇。已佚。今有輯文。
  - 《穆天子傳》5篇，周穆王遊行記。今存。
  - 《周穆王美人盛姬死事》，1篇。今存，見《穆天子傳》。
- 雜類
  - 《大曆》2篇，鄒子談天類。已佚。
  - 《繳書》2篇，論弋射法。已佚。
  - 《名》3篇，內容類似《禮記》、《爾雅》、《論語》。已佚。
  - 《周食田法》，篇數不可考。已佚。
  - 《論楚事》，篇數不可考。已佚。

以上合計68篇，另有7篇簡書折壞，無法確認篇名，合計75篇。

## 《晋书·束皙传》原文记载
初，太康二年，汲郡人不准盗发魏襄王墓，或言安釐王冢，得竹书数十车。其《纪年》十三篇，记夏以来至周幽王为犬戎所灭，以事接之，三家分，仍述魏事至安釐王之二十年。盖魏国之史书，大略与《春秋》皆多相应。其中经传大异，则云夏年多殷；益干启位，启杀之；太甲杀伊尹；文丁杀季历；自周受命，至穆王百年，非穆王寿百岁也；幽王既亡，有共伯和者摄行天子事，非二相共和也。其《易经》二篇，与《周易》上下经同。《易繇阴阳卦》二篇，与《周易》略同，《繇辞》则异。《卦下易经》一篇，似《说卦》而异。《公孙段》二篇，公孙段与邵陟论《易》。《国语》三篇，言楚、晋事。《名》三篇，似《礼记》，又似《尔雅》、《论语》。《师春》一篇，书《左传》诸卜筮，“师春”似是造书者姓名也。《琐语》十一篇，诸国卜梦妖怪相书也。《梁丘藏》一篇，先叙魏之世数，次言丘藏金玉事。《缴书》二篇，论弋射法。《生封》一篇，帝王所封。《大历》二篇，邹子谈天类也。《穆天子传》五篇，言周穆王游行四海，见帝台、西王母。《图诗》一篇，画赞之属也。又杂书十九篇：《周食田法》，《周书》，《论楚事》，《周穆王美人盛姬死事》。大凡七十五篇，七篇简书折坏，不识名题。冢中又得铜剑一枚，长二尺五寸。漆书皆科斗字。初发冢者烧策照取宝物，及官收之，多烬简断札，文既残缺，不复诠次。武帝以其书付秘书校缀次第，寻考指归，而以今文写之。皙在著作，得观竹书，随疑分释，皆有义证。迁尚书郎。

## 參看
- 郭店楚简
- 中國盜墓史